# Garentreville
Garentreville ist eine französische Gemeinde im Département Seine-et-Marne in der Île-de-France. Sie gehört zum Kanton Nemours im Arrondissement Fontainebleau.
Die Einwohner werden Garentrevillois genannt.

## Geographie
Die landwirtschaftlich geprägt Gemeinde liegt im Regionalen Naturpark Gâtinais français.

### Nachbargemeinden
Umgeben ist Garentreville von den Gemeinden Guercheville im Norden, Chevrainvilliers im Osten, Aufferville im Südosten, Obsonville im Süden sowie Burcy im Westen.

## Bevölkerungsentwicklung
| Jahr      | 1962 | 1968 | 1975 | 1982 | 1990 | 1999 | 2008 | 2013 |
| --------- | ---- | ---- | ---- | ---- | ---- | ---- | ---- | ---- |
| Einwohner | 103  | 103  | 82   | 74   | 85   | 79   | 101  | 106  |

## Sehenswürdigkeiten
- Wasserturm
- Kirche Saint-Martin, erbaut im 16. Jahrhundert

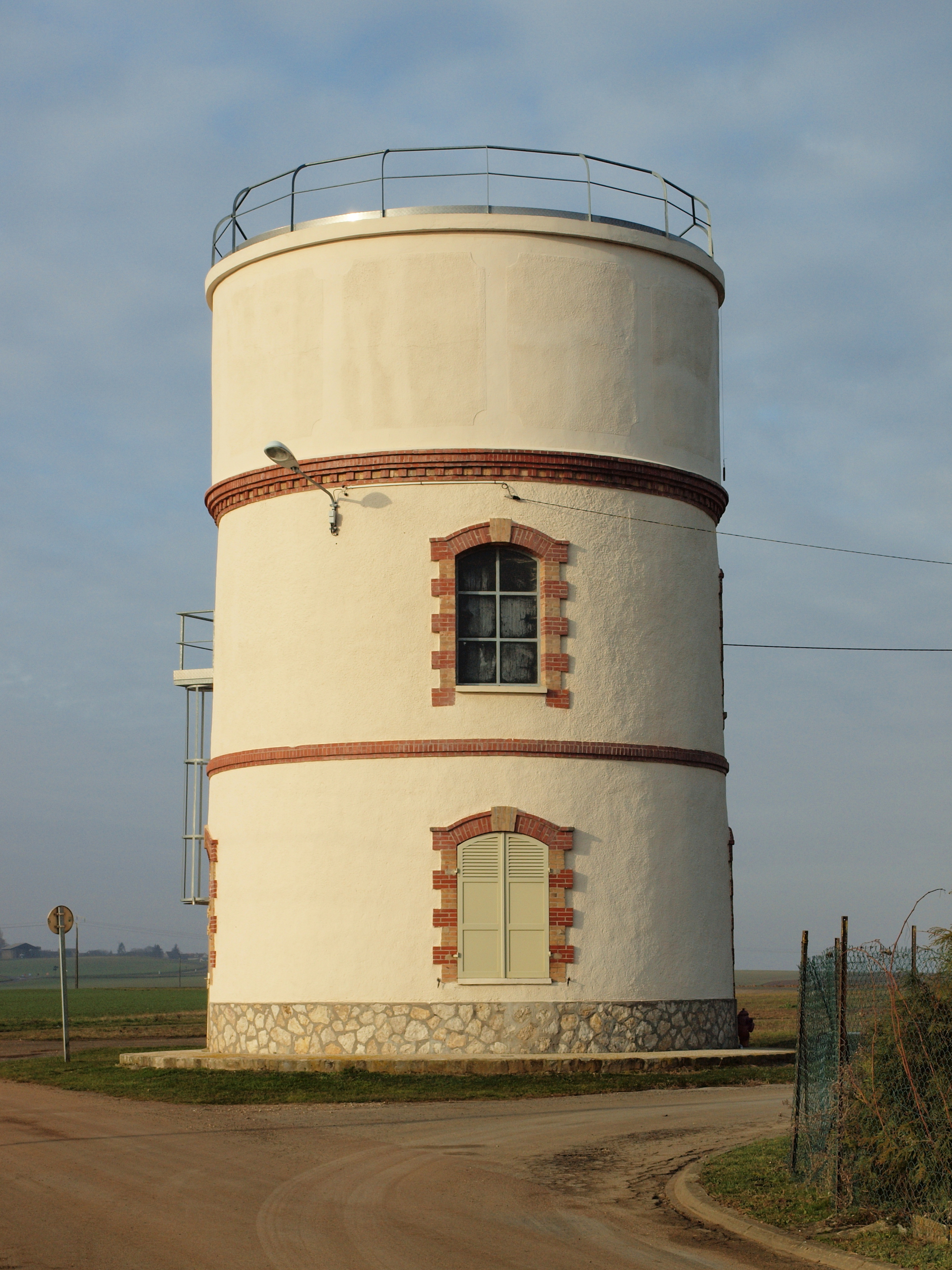
Wasserturm
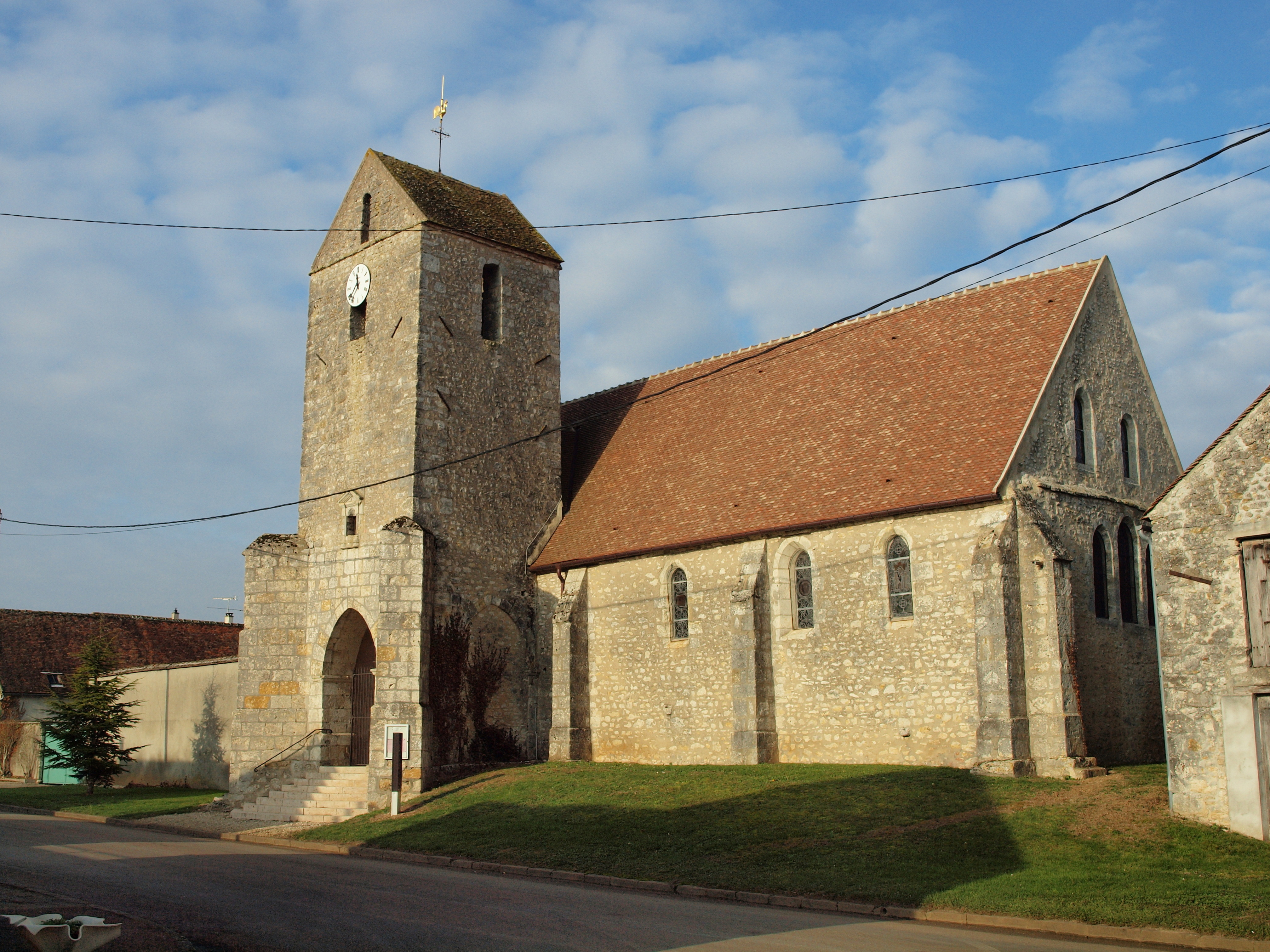
Kirche Saint-Martin
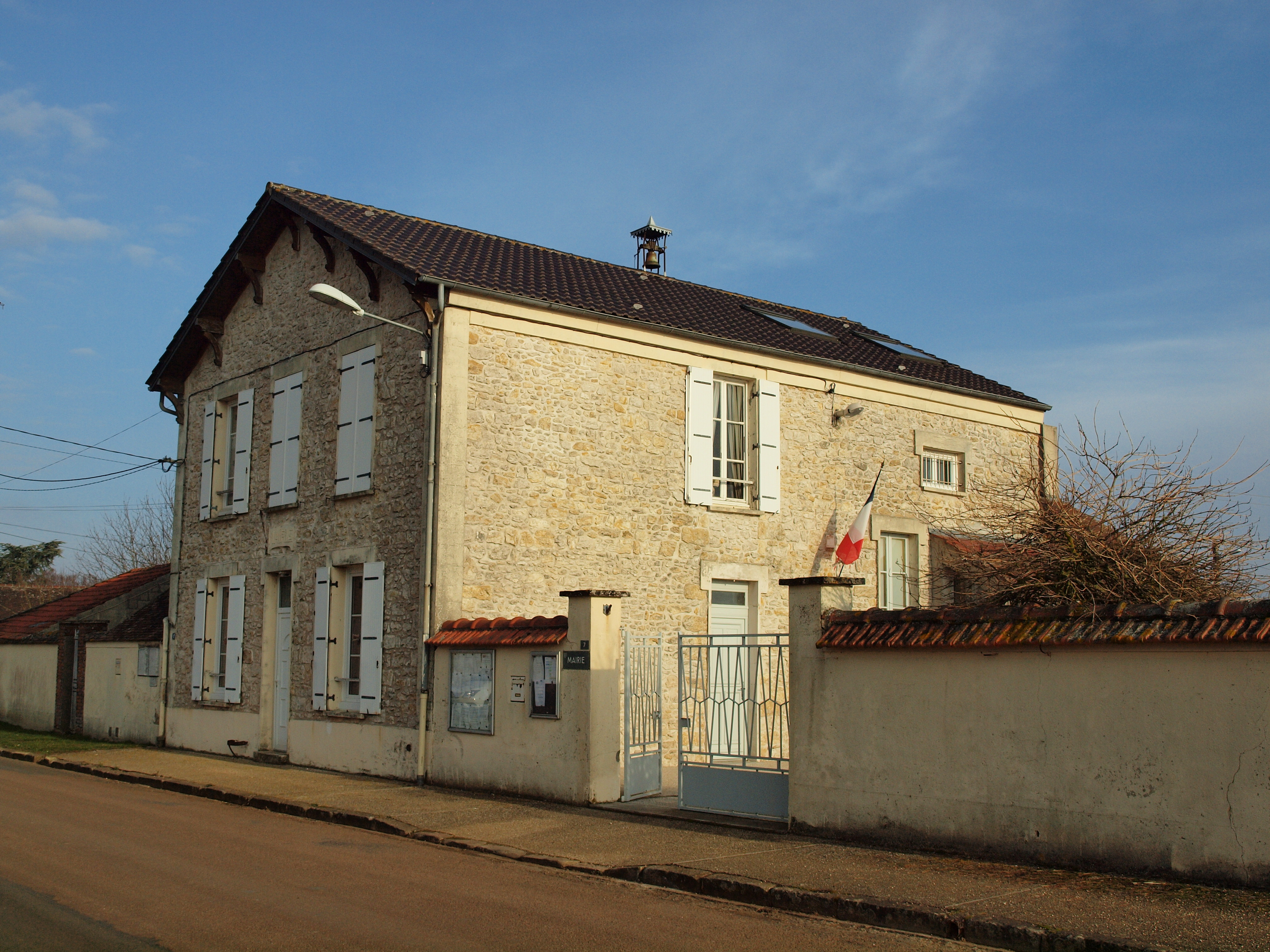
Mairie (Rathaus)